# Аюмі Міядзакі
Аюмі Міядзакі або Аюмі (яп. (宮崎歩, нар. 25 серпня 1971) — японський співак і композитор. Аюмі заспівав кілька пісень для медіа-франшизи Digimon: еволюційну тему для Digimon Adventure, яка називається «Brave Heart», та дві еволюційні теми для Digimon Adventure 02 — «Break Up» і «Beat Hit!» відповідно. Крім того, він співав другу еволюційну тему для Digimon Frontier — «The Last Element» і його показали в Yūki o Uketsugu Kodomotachi e (яп. 勇気を受け継ぐ子供達へ, літ. «Для дітей, які успадковують мужність») поряд з усіма іншими співаками Digimon. Він також співав тему «Power Play» для Mushrambo.
Його батько Наосі Міядзакі (яп. 宫崎尚志) і його старший брат Мічі Міядзакі (яп. 宫崎道), які є також композиторами. Він був гостем на Expo Anime Brasil 2006 в Сан-Паулу.